# Spiralophantes mirabilis
Spiralophantes mirabilis Tanasevič & Saaristo, 2006 è un ragno appartenente alla famiglia Linyphiidae.
È l'unica specie nota del genere Spiralophantes.

## Distribuzione
La specie è stata rinvenuta in Nepal, nella Arun Valley del Distretto di Sankhuwasabha, ad altitudini comprese da 2050 a 2150 metri

## Tassonomia
Dal 2006 non sono stati esaminati esemplari, né sono state descritte sottospecie al 2012.